# Lijst van rijksmonumenten in Renesse
De plaats Renesse telt 24 inschrijvingen in het rijksmonumentenregister. Hieronder een overzicht.
| Object                                                                      | Oorspronkelijke functie? | Bouwjaar                                | Architect  | Locatie         | Coördinaten?                  | Nr.?   | Afbeelding                                                                  |
| --------------------------------------------------------------------------- | ------------------------ | --------------------------------------- | ---------- | --------------- | ----------------------------- | ------ | --------------------------------------------------------------------------- |
| Boerenhoeve                                                                 | Boerderij                | 18e eeuw                                |            | Wilhelminaweg 2 | 51° 43' 48" NB, 3° 46' 20" OL | 38823  | Meer afbeeldingen                                                           |
| Huis de Helle                                                               | Woonhuis                 | 17e/18e eeuw                            |            | Helleweg 4      | 51° 43' 59" NB, 3° 47' 48" OL | 38824  | Meer afbeeldingen                                                           |
| L-vormig huis met schilddaken                                               | Woonhuis                 | 1785                                    |            | Korte Reke 5    | 51° 43' 55" NB, 3° 46' 27" OL | 38825  | L-vormig huis met schilddaken                                               |
| De Waerelt                                                                  | Woonhuis                 | 1693                                    |            | Korte Reke 9    | 51° 43' 54" NB, 3° 46' 28" OL | 38826  | De Waerelt                                                                  |
| Gecombineerde woningen onder zadeldak met langsgevel aan de ring            | Woonhuis                 | 18e eeuw                                |            | Kromme Reke 9   | 51° 43' 57" NB, 3° 46' 33" OL | 38827  | Gecombineerde woningen onder zadeldak met langsgevel aan de ring            |
| Toren Jacobuskerk                                                           | Kerk en kerkonderdeel    | 1506                                    |            | Lange Reke 6    | 51° 43' 57" NB, 3° 46' 28" OL | 38830  | Meer afbeeldingen                                                           |
| Jacobuskerk                                                                 | Kerk en kerkonderdeel    | 1506                                    |            | Lange Reke 7    | 51° 43' 57" NB, 3° 46' 29" OL | 38831  | Meer afbeeldingen                                                           |
| Huis met gepleisterde lijstgevel aan de zijde van het kerkplein             | Woonhuis                 | 18e-19e eeuw                            |            | Lange Reke 12   | 51° 43' 58" NB, 3° 46' 26" OL | 38832  | Meer afbeeldingen                                                           |
| Eenvoudig huis met langsgevel aan de zijde van het kerkplein                | Werk-woonhuis            |                                         |            | Lange Reke 22   | 51° 43' 60" NB, 3° 46' 29" OL | 38833  | Meer afbeeldingen                                                           |
| Bij nr 22 aansluitend perceelsgedeelte met werkplaatsdeur aan het kerkplein | Woonhuis                 |                                         |            | Lange Reke 23   | 51° 43' 60" NB, 3° 46' 29" OL | 38834  | Bij nr 22 aansluitend perceelsgedeelte met werkplaatsdeur aan het kerkplein |
| Ruimzicht                                                                   | Boerderij                | 1664                                    |            | Lagezoom 27     | 51° 43' 14" NB, 3° 46' 16" OL | 38835  | Upload foto                                                                 |
| Vrijstaand huis onder zadeldak, langsgevel aan de wegzijde                  | Woonhuis                 | ca. 1880                                |            | Laone 1         | 51° 44' 3" NB, 3° 46' 32" OL  | 38836  | Vrijstaand huis onder zadeldak, langsgevel aan de wegzijde                  |
| Slot Moermond                                                               | Kasteel, buitenplaats    | ca. 1400 (poortgebouw vroegere kasteel) |            | Laone 10        | 51° 44' 2" NB, 3° 47' 8" OL   | 38837  | Meer afbeeldingen                                                           |
| Vrijstaand huis onder zadeldak                                              | Woonhuis                 | ca. 1870                                |            | Laone 27        | 51° 44' 10" NB, 3° 46' 40" OL | 38838  | Vrijstaand huis onder zadeldak                                              |
| Woongedeelte van voormalige boerderij                                       | Boerderij                | 1765                                    |            | Rampweg 20      | 51° 44' 21" NB, 3° 47' 59" OL | 38839  | Meer afbeeldingen                                                           |
| Huis Grol                                                                   | Woonhuis                 | 18e eeuw                                |            | Stoofweg 4      | 51° 43' 53" NB, 3° 46' 31" OL | 38840  | Meer afbeeldingen                                                           |
| Het Wapen van Zeeland                                                       | Woonhuis                 | 17e eeuw                                |            | Korte Reke 1    | 51° 43' 56" NB, 3° 46' 25" OL | 38997  | Het Wapen van Zeeland                                                       |
| De Krekel                                                                   | Sport en recreatie       | 1932-1933                               | J.Oudkerk  | Duinweg 1       | 51° 44' 23" NB, 3° 46' 1" OL  | 496605 | Upload foto                                                                 |
| De Zeester                                                                  | Sport en recreatie       | 1932-1933                               | J. Oudkerk | Duinweg 3       | 51° 44' 23" NB, 3° 46' 3" OL  | 496611 | Upload foto                                                                 |
| De Schelp                                                                   | Sport en recreatie       | 1933                                    |            | Duinweg 2       | 51° 44' 22" NB, 3° 46' 3" OL  | 496617 | De Schelp                                                                   |
| Parnassia                                                                   | Sport en recreatie       | 1932                                    | J. Oudkerk | Duinweg 5       | 51° 44' 20" NB, 3° 46' 21" OL | 496623 | Upload foto                                                                 |
| De Meidoorn                                                                 | Sport en recreatie       | 1938                                    | Holtkamp   | Bremweg 2       | 51° 44' 17" NB, 3° 46' 5" OL  | 496629 | Upload foto                                                                 |
| Het Elzenhoekske                                                            | Sport en recreatie       | 1933-1935                               | J. Oudkerk | Bremweg 10      | 51° 44' 19" NB, 3° 46' 12" OL | 496635 | Upload foto                                                                 |
| Huize ter Duin                                                              | Sport en recreatie       | 1933-1934                               | J. Oudkerk | Oude Moolweg 60 | 51° 44' 21" NB, 3° 46' 1" OL  | 496641 | Huize ter Duin                                                              |